# Mlinište (Chorwacja)
Mlinište – wieś w Chorwacji, w żupanii dubrownicko-neretwiańskiej, siedziba gminy Zažablje. W 2011 roku liczyła 335 mieszkańców.